# Marie-Josée Croze
Marie-Josée Croze (Montreal, 23 de fevereiro de 1970) é uma atriz canadense.

## Biografia
Marie-Josée Croze cresceu a partir dos seus dois anos numa família de adopção modesta de Longueuil, no Quebec, um bairro de Montréal, com quatro outros filhos. Fez os seus estudos em artes plásticas no Cégep du Vieux Montréal de 1986 a 1987.
Em 2003, ela recebeu o prêmio de Melhor Atriz no Festival de Cannes por seu trabalho em As Invasões Bárbaras.

## Filmografia selecionada (cinema)
- As Invasões Bárbaras (2003)
- Taking Lives (2004)
- Mensonges et trahisons et plus si affinités... (2004)
- Munique (2005)
- Ne le dis à personne (2006)
- O Escafandro e a Borboleta (2007)
- Milf (2018)